# Silvanus productus
Silvanus productus es una especie de coleóptero de la familia Silvanidae.

## Distribución geográfica
Habita en Malasia, Singapur y en Indonesia.